# Múza (film)
Múza, anglicky The Muse, je americká filmová komedie z roku 1999, kde námět, scénář, režii i hlavní roli provedl a ztvárnil americký komik Albert Brooks. Další významné role pak vytvořili Sharon Stone, Andie MacDowell a Jeff Bridges.
Jde o hořce humorně laděný příběh až doposud docela úspěšného a mírně neurotického hollywoodského scenáristy ve středních letech Steve Philipse (Albert Brooks), který zničehonic prožívá určitou tvůrčí krizi (jeho nový scénář jeho zaměstnavatel společnost Paramount nejenže odmítne, ale i dostane vyhazov z kanceláře a je s ním rozvázána smlouva) a na radu svého nejlepšího kamaráda scenáristy (Jeff Bridges) si posléze pronajme jednu jeho dobrou známou, která o sobě tvrdí, že je živá múza (ve skutečnosti se jedná o nemocnou ženu s těžkou duševní poruchou – schizofrenií – na což Steve ale přijde až na úplném konci filmu), kterou zde hraje Sharon Stone. Přestože domnělá múza je nejenže velice náročná, marnivá a rozmarná, ona mu opravdu přinese potřebnou inspiraci, navíc postupně převrátí život vzhůru nohama celé jeho rodině, kdy jeho ženu (Andie MacDowell) inspiruje k tomu, aby začala podnikat v oboru pekárenství. Film skončí happyendem, domnělá múza rychle zmizí před svými lékaři, kteří se jí snaží přimět k návratu do psychiatrického sanatoria, Stevova žena velmi úspěšně podniká a Steve opravdu napíše velmi dobrý scénář k novému hollywoodského akčnímu filmu (múza zafungovala), který Paramount přijme k realizaci.